# Nezbudská Lúčka
Nezbudská Lúčka és un poble i municipi d'Eslovàquia que es troba a la regió de Žilina, al centre-nord del país.

## Història
La primera menció escrita de la vila es remunta al 1439.

## Demografia
| Godina             | 1994 | 2004   | 2014   | 2024   |
| ------------------ | ---- | ------ | ------ | ------ |
| Nombre de persones | 397  | 382    | 411    | 399    |
| Diferència         |      | −3,77% | +7,59% | −2,91% |

| Godina             | 2023 | 2024   |
| ------------------ | ---- | ------ |
| Nombre de persones | 392  | 399    |
| Diferència         |      | +1,78% |